# Pozzo

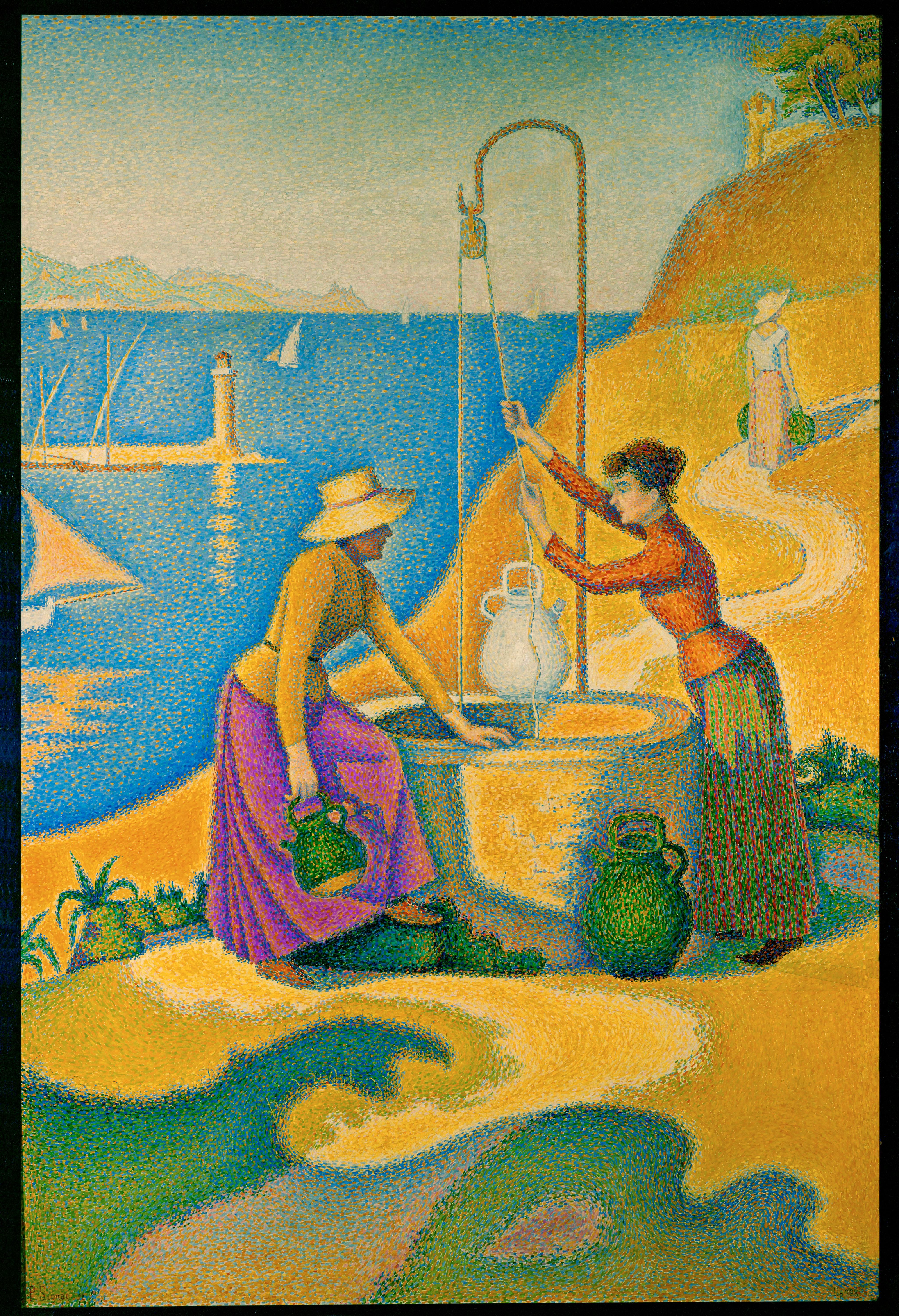
Donne al pozzo di Paul Signac, olio su tela (1892).

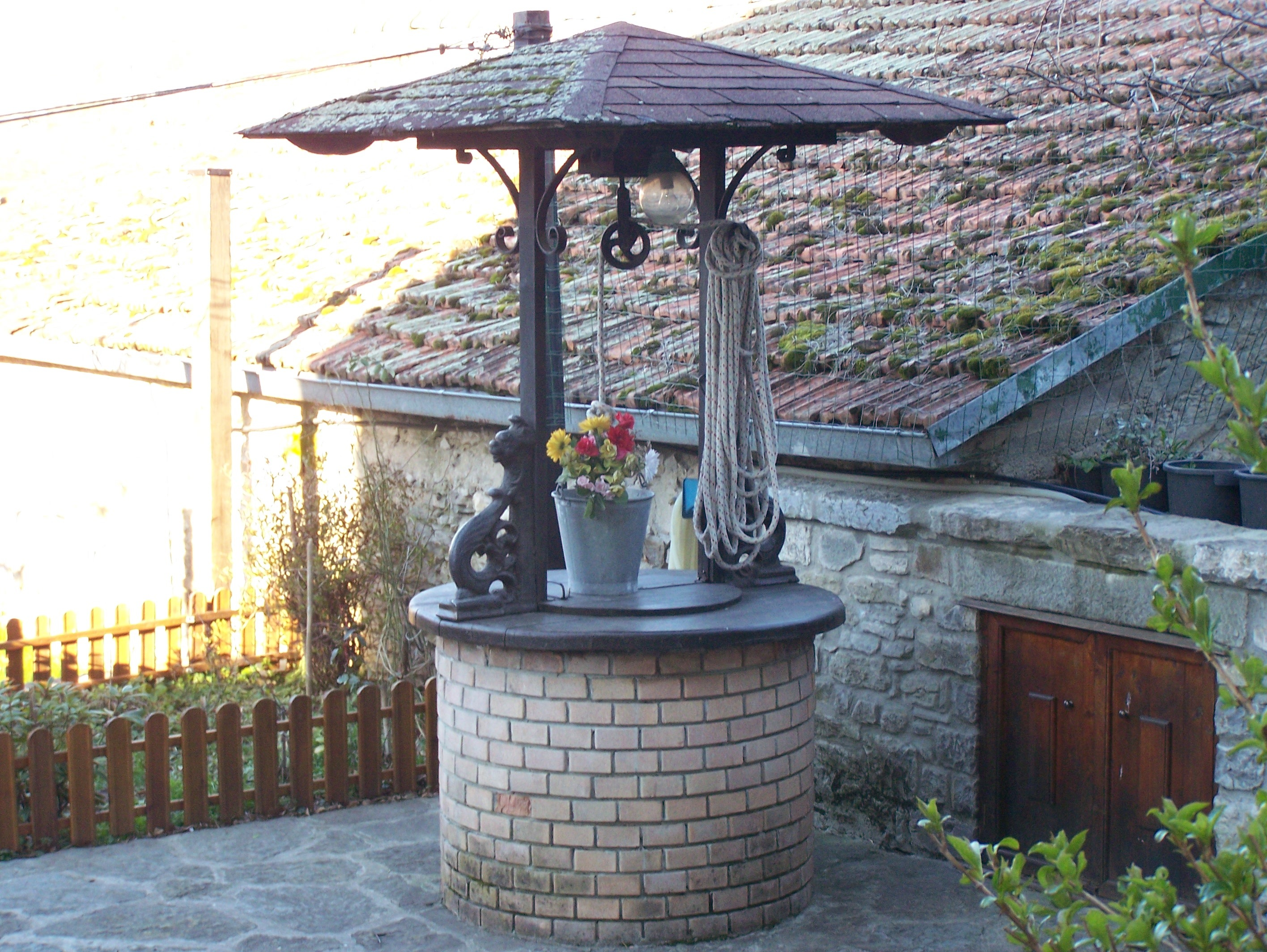
Un pozzo con vera da pozzo, carrucola e copertura

Schema di pozzo petrolifero con impianto di pompaggio

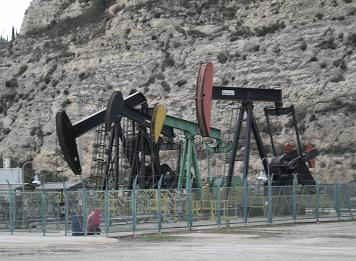
Pozzi petroliferi.

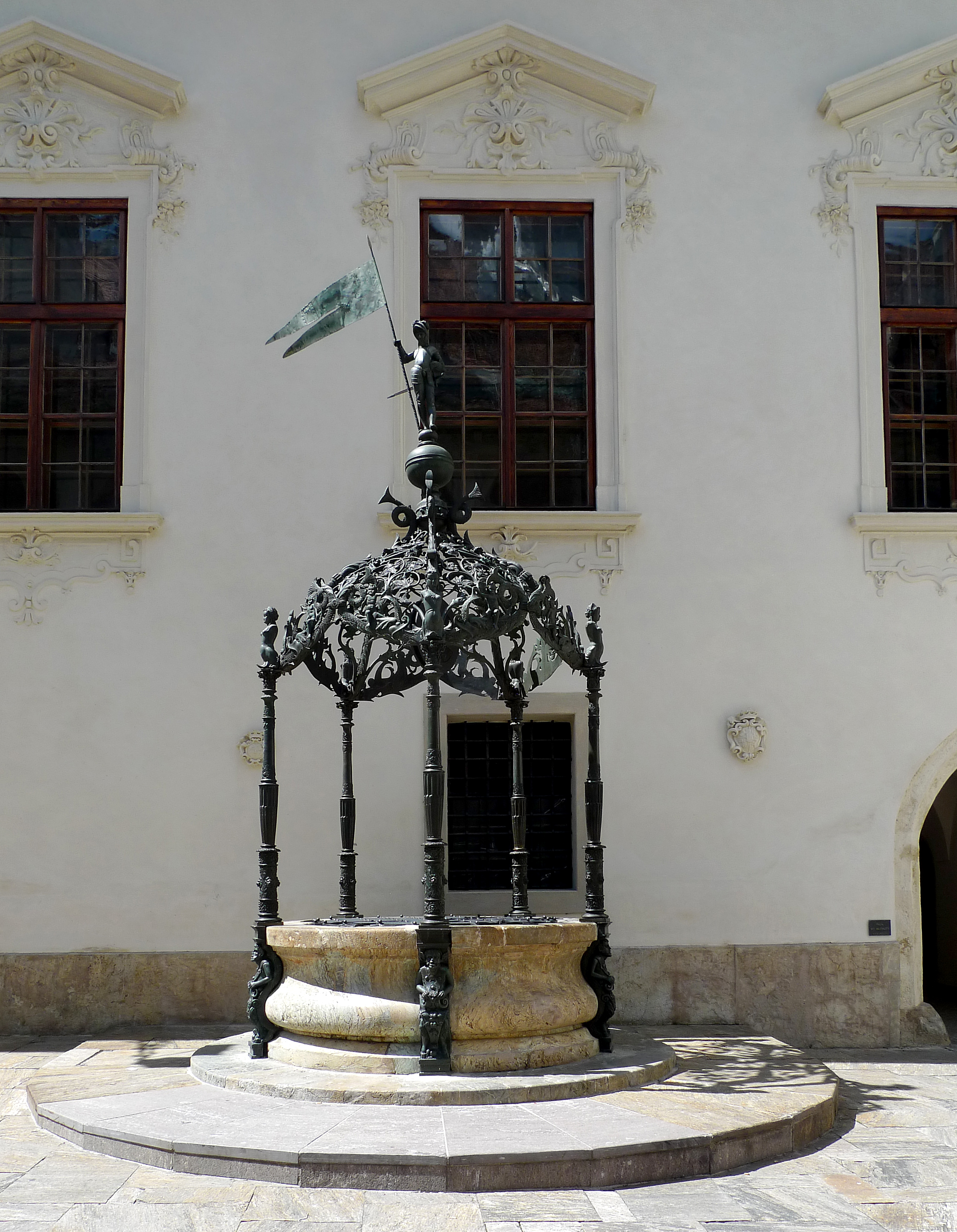
il pozzo del Landhaus di Graz, 1590.

Un pozzo è una struttura artificiale, solitamente di forma circolare e di dimensioni variabili, da cui si estrae dal sottosuolo l'acqua delle falde acquifere.

## Terminologia
L'acqua estratta dai pozzi può provenire da falde che possono essere freatiche oppure artesiane, a seconda che il flusso dell'acqua che le permea sia "a pelo libero" oppure "in pressione". In dipendenza dell'uno o dell'altro caso il pozzo si definisce freatico oppure artesiano.
Per analogia, col passare dei secoli, il termine "pozzo" è stato esteso agli analoghi manufatti scavati per estrarre dal suolo minerali (pozzi minerari), come nelle miniere di carbone, oppure petrolio (pozzi petroliferi) e dei gas ad esso associati (pozzi metaniferi), ecc., nonché a contenere qualcosa (es.: pozzo della neve o neviera). Lo stesso termine si usa in ambito speleologico per indicare cavità naturali ad andamento verticale.
Anche le strutture esterne, le cosiddette "vere di pozzo" o puteali, realizzate, per protezione dalle cadute e/o per estetica, attorno all'imboccatura dei pozzi e delle cisterne, vengono impropriamente chiamate "pozzi".

## Storia
I pozzi più antichi di cui si conoscono tracce certe risalgono al Neolitico. Ad Atlit Yam in Palestina è stato trovato un pozzo datato 8100-7500 a.C.: è il più antico conosciuto. Ne sono stati trovati altri dello stesso periodo a Kissonerga-Mylouthkia e Shillourokambos (Cipro).
Nella Bibbia si parla di alcuni pozzi: il pozzo di Lacai-Roi (nella Genesi), il pozzo di Betlemme (nel Secondo libro di Samuele), il pozzo di Bet-Eked (nel secondo libro dei Re), il pozzo di Giacobbe (nel Vangelo di Giovanni) e il metaforico pozzo dell'Abisso (l'Inferno, nell'Apocalisse).
Nella pittura i pozzi sono stati rappresentati da Paul Signac (Donne al pozzo), Paul Cézanne (Paesaggio con pozzo), Giovanni Battista Piazzetta (Rebecca al pozzo) e altri.

## Descrizione

### Pozzi artesiani
Con questo termine vengono indicati quei pozzi perforati e rivestiti di tubi, dal quale l'acqua fuoriesce spontaneamente al di sopra della superficie del piano campagna, a causa della pressione, superiore a quella che avrebbe se scorresse "a pelo libero" sul suolo.
Il loro nome deriva dalla regione francese dell'Artois, in cui per caso si notò per la prima volta, nel corso di una perforazione del suolo, questo fenomeno, poi spiegato dalla scienza Idraulica.

### Pozzi "naturali"
Esistono pozzi anche non artificiali, e sono così dette quelle cavità naturali a sviluppo verticale tipiche del fenomeno carsico, che assolvono a volte anche la funzione di inghiottitoio. Localmente sono dette anche gravi, come nell'altopiano murgiano in Puglia; in altre aree i pozzi molto profondi prendono il nome di "abisso".
I pozzi sono in genere oggetto di esplorazione dagli appassionati della speleologia. Si tratta però di ambienti la cui esplorazione è da affrontare sempre con molta cautela, con l'attrezzatura adatta e padronanza delle tecniche, al fine di evitare incidenti. Tra i pozzi di questa categoria si possono ricordare le cosiddette Grave di Faraualla, nei pressi della Masseria Franchini che si trova sullo spartiacque delle Murge nord-baresi, lungo la strada provinciale Corato-Gravina. Si tratta di tre voragini-inghiottitoio, distanti tra di loro non più di una cinquantina di metri, la più profonda delle quali supera i 350 m al di sotto del piano campagna.
Numerosi pozzi speleologici si trovano in altre aree carsiche del mondo, in Italia ed in Istria e tra questi vanno ricordate anche le  foibe, tristemente famose per i noti fatti risalenti agli ultimi atti della seconda guerra mondiale.

## Aspetti legali e burocrazia
In Italia la legge n. 36 del 5/1/1994 ha stabilito che tutte le acque, profonde e superficiali (escluse quelle piovane) sono pubbliche e pertanto gli usi produttivi (non domestici perché lo esclude la stessa legge del 1933) devono essere assoggettati a concessione. Pertanto chi possiede un pozzo deve essere in possesso di concessione, e pagare per l'acqua estratta. Per scavarne uno nuovo è necessaria la richiesta e l'approvazione della concessione appropriata, nella quale si specifica l'utenza e la portata massima consentita.